# Semitwe
Semitwe is een dorp in het district Central in Botswana. De plaats telt 724 inwoners (2011).

## Geboren
- Ndabili Bashingili (1979), atleet